# Chapelle Saint-Benoît d'Aubenas
La chapelle Saint-Benoît (aussi appelée Dôme Saint-Benoît) est une chapelle située à Aubenas, en France, elle abrite le mausolée en marbre du maréchal Jean-Baptiste d'Ornano et de son épouse.

## Localisation
La chapelle est située sur la commune d'Aubenas, dans le département de l'Ardèche.

## Historique

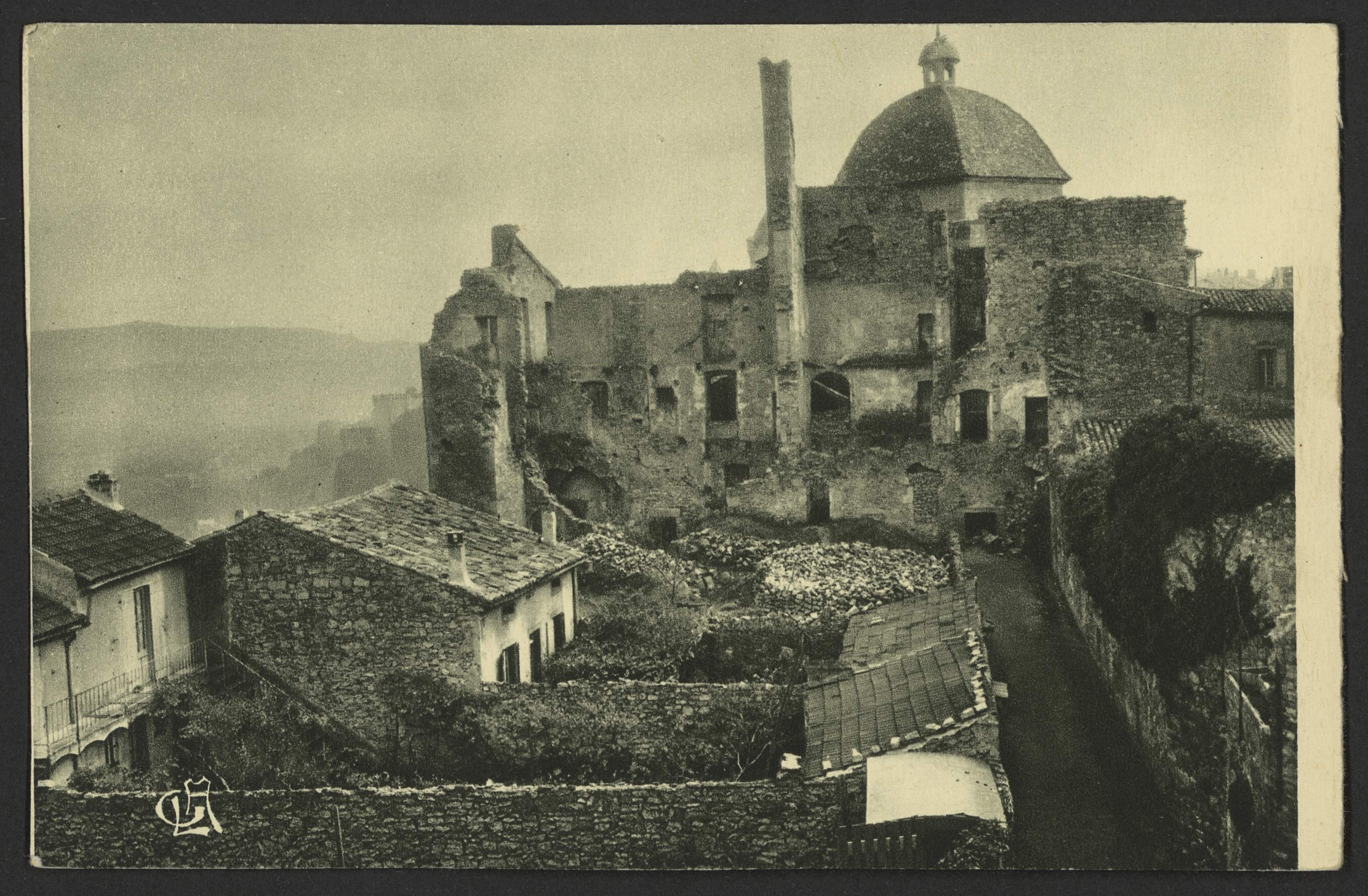
Le dôme Saint-Benoît.

Le Dôme Saint-Benoît est l'ancienne chapelle du couvent des bénédictines d'Aubenas (XVIIe siècle). 
L'édifice est inscrit au titre des monuments historiques en 1943 et classé en 1944.